# Klein Glienicke

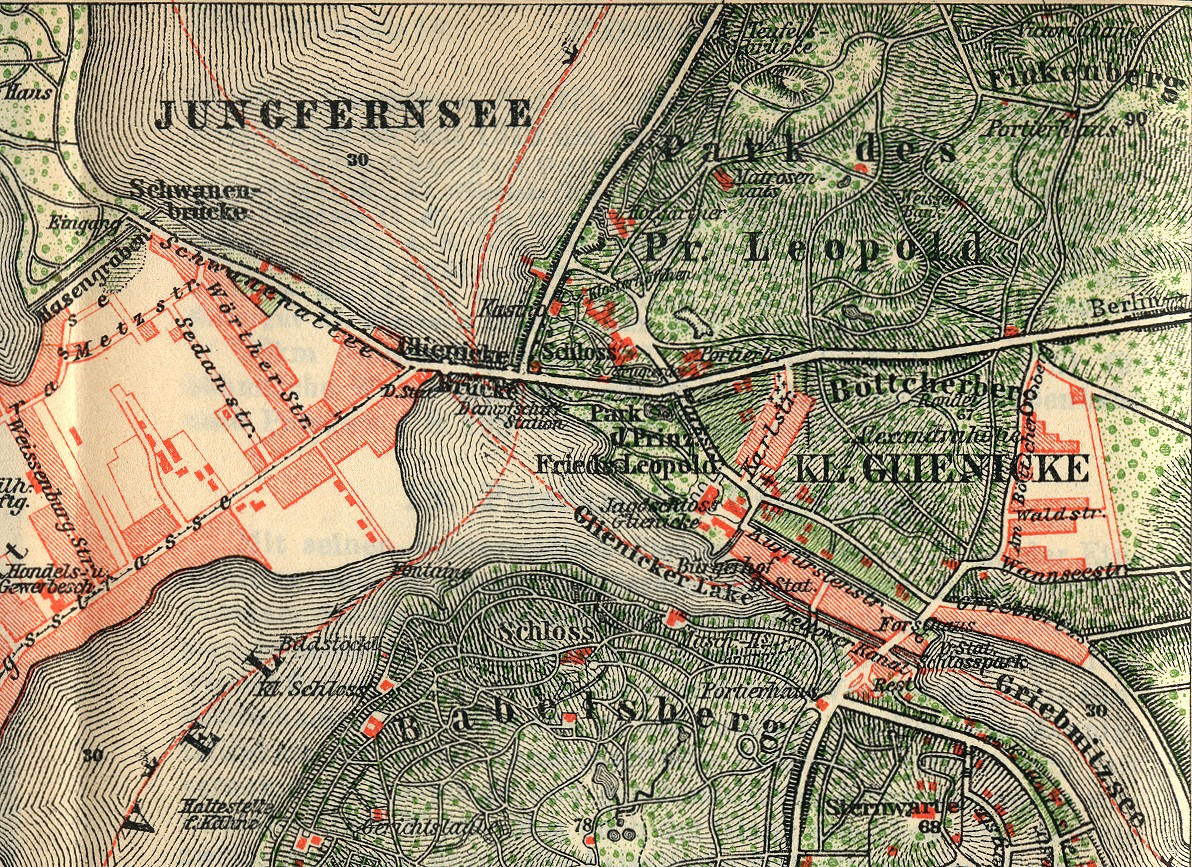
Klein Glienicke (1921)

Klein Glienicke a fost un sat care azi face parte din orașul Potsdam. El a fost amitit pentru prima oară 1375 în timpul împăratului Carol al IV-lea. Klein Glienicke este situat în partea de sud-vest a lacului Wannsee la poalele muntelui Böttcherberg vizavi de Babelsberg și în apropierea podului Glienicke. Satul a aparținut RDG-ului fiind o zonă cu regim sever de siguranță a regimului est-german. Grănicerii făceau controale inopinate noaptea în casele locuitorilor pentru a constata că nu lipsește nici unul din cei ca. 500 de locuitori ai satului. Satul fiind o enclavă est germană în Berlinul de Vest de care era separat printr-un zid care din august 1961 a înlocuit gardul de sârmă ghimpată. Un film documentar realizat în acel timp prezintă o înmormântare la care rudeniile vest germane au privit prin sârma ghimpată înmormântarea la o distanță de 10 m de gardul păzit de grăniceri. Preotul a ținut liturghia cu glas mai tare pentru a putea fi auzit și de rudeniile din vest.